# Понтович, Эдуард Эдуардович
Эдуа́рд Эдуа́рдович Понто́вич (26 августа 1886, Иркутск, Российская империя — 1 января 1941, Магадан, СССР) — русский юрист и философ.

## Биография
Родился в 1886 году в Иркутске.
За революционную деятельность был исключен из гимназии, поэтому окончил гимназию экстерном в Красноярске.
В 1911 году заканчивает юридический факультет Санкт-Петербургского университета, где обучался юриспруденции и философии.
Во время обучения на юридическом факультете продолжал заниматься революционной деятельностью, за что был подвергнут аресту и тюрьме.
После окончания университета работал по специальности и продолжал изучать историю права.
В 1918 году в Петрограде вышла его книга «Развитие конституции и Учредительная власть», где исследуется вопрос эволюции идей конституционного правления, учредительной власти на протяжении всей человеческой истории.
В 20 годах занимался философско-правовыми вопросами, выпустив «Проблемы Государственной власти».
Был доктором права, степень получил в Дерптском университете.
С 1919 года находился в Иваново-Вознесенске, куда был эвакуирован из Риги Политехнический институт, являлся деканом юридического факультета этого института.
Понтович много занимался общественной деятельностью, читал лекции о творчестве Л. Н. Толстого, Ф. М. Достоевского.
Занимался изучением идей Гегеля и Канта.
С 1923 года в Москве, преподавал в Плехановском институте.
С 1925 по 1935 годы работал в аппарате ВЦИК СССР консультантом по составлению и публикации законов, позднее редактором-консультантом.
С 1935 года работал в Книжной палате.
В 1936 году подвергся репрессиям. Был сослан в Турткуль, после возвращён в Москву, затем выслан в Магадан. Умер от туберкулёза.
В начале 30 годов написал работу «Диалектический метод Гегеля», которую не издали в связи с его арестом.
В 1966 году его книга была передана в Институт Философии АН СССР, а через 25 лет после этого данная работа напечатана.